# Eutolmus maximus
Eutolmus maximus is een vliegensoort uit de familie van de roofvliegen (Asilidae). De wetenschappelijke naam van de soort is voor het eerst geldig gepubliceerd in 1998 door Hradský & Geller-Grimm.